# Сон Хар-Мелех, Лимор
Лимор Сон Хар-Мелех (ивр. לימור סון הר-מלך‎, род. 30 июля 1979, Иерусалим) — крайне правый израильский политик. Она стала депутатом Кнессета от партии каханистов Оцма Йехудит после парламентских выборов в Израиле в 2022 году. 
Хар-Мелех, как бывший житель поселения Хомеш на Западном Берегу реки Иордан до размежевания в 2005 году, стала соучредителем организации, стремящейся восстановить аванпост.

## Ранние годы и личная биография
Хар-Мелех родилась в Иерусалиме в 1979 году. В 2001 году она вышла замуж за своего первого мужа Шули Хар-Мелеха и переехала с ним в Хомеш, израильский форпост на Западном берегу реки Иордан, где он работал медиком и водителем скорой помощи, и у них родился сын. 
В августе 2003 года, во время Второй интифады, когда Хар-Мелех была на седьмом месяце беременности вторым ребёнком, её муж и она ехали в машине недалеко от Рамаллы на Западном Берегу, когда пять боевиков обстреляли их автомобиль из автоматического оружия и автомобиль перевернулся. Шули скончался мгновенно, а Лимор находилась в критическом состоянии, а её дочь родилась преждевременно в результате кесарева сечения несколько часов спустя. Ответственность за нападение взяла на себя палестинская организация сопротивления «Бригады мучеников аль-Аксы», которую называют военным крылом палестинской политической партии «Фатх». 
В 2005 году Хар-Мелех и её семья вместе с остальными жителями Хомеша были выселены из своих домов из-за ухода Израиля из сектора Газа и некоторых городов Западного берега, а поселение было снесено. Хар-Мелех вышла замуж за своего нынешнего мужа Иегуду и родила от него ещё восемь детей. Они переехали из временного жилья в дом в поселении Шавей Шомрон после рождения её седьмого ребенка. 
Она присутствовала в палестинском городе Хувара после вспышки насилия со стороны израильских поселенцев в феврале 2023 года. Она призвала правительство "не выступать с осуждениями и призывами к спокойствию".

## Политическая карьера
Хар-Мелех стала соучредителем общественной организации Homesh First, которая стремится восстановить аванпост, в котором она жила до 2005 года. На парламентских выборах в Израиле 2022 года Хар-Мелех заняла тринадцатое место в списке Ха-Ихуд ха-Леуми—Ткума — Оцма Йехудит. Поскольку список получил четырнадцать мандатов, Хар-Мелех была успешно избрана в Кнессет.
В 2023 году Хар-Мелех представила закон, запрещающий размахивание палестинскими флагами в кампусах израильских колледжей.

### Политические взгляды
Хар-Мелех утверждает, что руководство Армии обороны Израиля (ЦАХАЛ) ставит безопасность палестинцев на Западном Берегу реки Иордан выше безопасности поселенцев. В 2023 году она заявила, что Йоав Галант,занимавший в то время пост министра обороны, «сознательно подвергает опасности» поселенцев и должен быть заменён на своем посту, и поддержала аналогичные комментарии своего коллеги-депутата Авихая Боарона.
Что касается вопросов уголовного правосудия, Хар-Мелех утверждает, что приговоры для арабов, убивающих евреев, должны быть более суровыми, чем приговоры для евреев, убивающих арабов. В интервью радио Ynet Хар-Мелех заявила, что еврей, убивший араба, должен получить пожизненное заключение, а любой араб, «который убивает еврея, должен умереть».

### Споры о Бене Улиэле в 2023 году
В 2023 году Хар-Мелех вызвала споры после того, как выступила в защиту Амирама Бен Улиэля, террориста, осуждённого в 2020 году за убийство трёх членов палестинской семьи и сожжение их 18-месячного ребёнка, назвав его «святым праведником». На сборе средств для юридической защиты осуждённого террориста Хар-Мелех заявила, что Бен Улиэль невиновен. Её комментарии вызвали «косвенный упрек» со стороны Госдепартамента США.

## Личная жизнь
Хар-Мелех и её муж Йеуда живут в поселении Шавей Шомрон на Западном берегу реки Иордан. У них 10 детей.